# معركة ضورليم الثانية
وقعت معركة ضورليم الثانية في ضورليم في 25 أكتوبر 1147، خلال الحملة الصليبية الثانية.بعد أن نفذت المؤن من جيش كونراد الثالث، فتوقف للراحة هناك، وأبيد قسم كبير من جيشه هناك من قبل السلاجقة الروم بقيادة ركن الدين مسعود ولم يتمكن الألمان من متابعة مسيرهم وحدهم فاضطر كونراد الثالث ومن بقي معه من رجال 2000 رجال بالالتحاق بالجيش الفرنسي بقيادة لويس السابع ملك فرنسا.

## المعركة
قرَّر كونراد الثالث ألَّا ينتظر مجيء الفرنجة وأن يسير نحو قونية ومنها إلى الشَّام، وهو يعتقد أنَّ أهالي القُرى والبلدات من الروم سيمُدُّون جيشه بِالمؤن والمتاع الضروريَّة، ولم يُدرك أنَّ السيادة البيزنطيَّة على تلك البلاد كانت إسميَّةً فقط، وأنَّ الحُكم الفعلي على الأرض كان لِلأُمراء والقادة التُرك التابعين لِلسُلطان السُلجُوقي، وأنَّ هؤلاء سيحولون بين الصليبيين وبين أي مدد. أضف إلى ذلك أساء كونراد الثالث تقدير المسافة نحو قونية، ولم يُدرك مدى وُعُورة الطريق عبر الممرَّات الجبليَّة، فأُصيب جيشه بِالإرهاق والتعب، وعانى من نقصٍ في الإمدادات، فاضطرَّ الجُند إلى أكل دوابهم. وعلم السُلطان مسعود بِالحال السيِّئة التي كان يمُرُّ بها الصليبيُّون، فتراجع أمامهم وفق خطَّةٍ ذكيَّةٍ حتَّى وصلوا في تقدُّمهم إلى قلب فريجيا، وقد نشر جُندهُ على قمم الجبال المُحيطة بهم. ولمَّا وصل الصليبيُّون إلى تُخُوم ضورليم داهمهم الجيش السُلجُوقي في معركة ضورليم الثانية، وكان قد استبدَّ بهم التعب والظمأ، فاختلَّت قيادتهم، وحاولوا الاحتماء في شعاب الجبال، لكنَّ السلاجقة أحاطوا بهم وأمطروهم وابلًا من السِّهام، وفقد الجُنُود الصليبيُّون ميزة استعمال السِّهام لِإبعاد المُسلمين، كما كانت خُيُولهم مُرهقة لقلَّة ما أُطعمت. عندئذٍ قرَّر كونراد الثالث الانسحاب والعودة من حيثُ أتى، لكنَّ السلاجقة لم يتركوه وشأنه، فهاجموا مُؤخرة جيشه ومُقدِّمته وقلبه، فدبَّت الفوضى في صُفُوفه، وتعرَّض أفراده لِأفدح الخسائر بين قتلٍ وأسر، فخسر الصليبيُّون تسعة أعشار الجيش، وأُصيب كونراد الثالث نفسه بِجُرحين، لكنَّهُ تمكَّن من الفرار ناجيًا بِحياته في حين غنم المُسلمون أثقالًا لا حصر لها، بحيث قال بعض المُؤرخين الغربيين نقلًا عن شُهُودٍ خبروا المعركة: «اغتنى التُرك لِكثرة ما غنموا من قطع الذهب والفضَّة المُتناثرة على الأرض كالحصى اللامعدود».